# Pilularia novae-hollandiae
Pilularia novae-hollandiae är en klöverbräkenväxtart som beskrevs av Addison Brown. Pilularia novae-hollandiae ingår i släktet Pilularia och familjen Marsileaceae. Inga underarter finns listade.